# Thomas Pound
 (décembre 2020).
Si vous disposez d'ouvrages ou d'articles de référence ou si vous connaissez des sites web de qualité traitant du thème abordé ici, merci de compléter l'article en donnant les références utiles à sa vérifiabilité et en les liant à la section « Notes et références ».

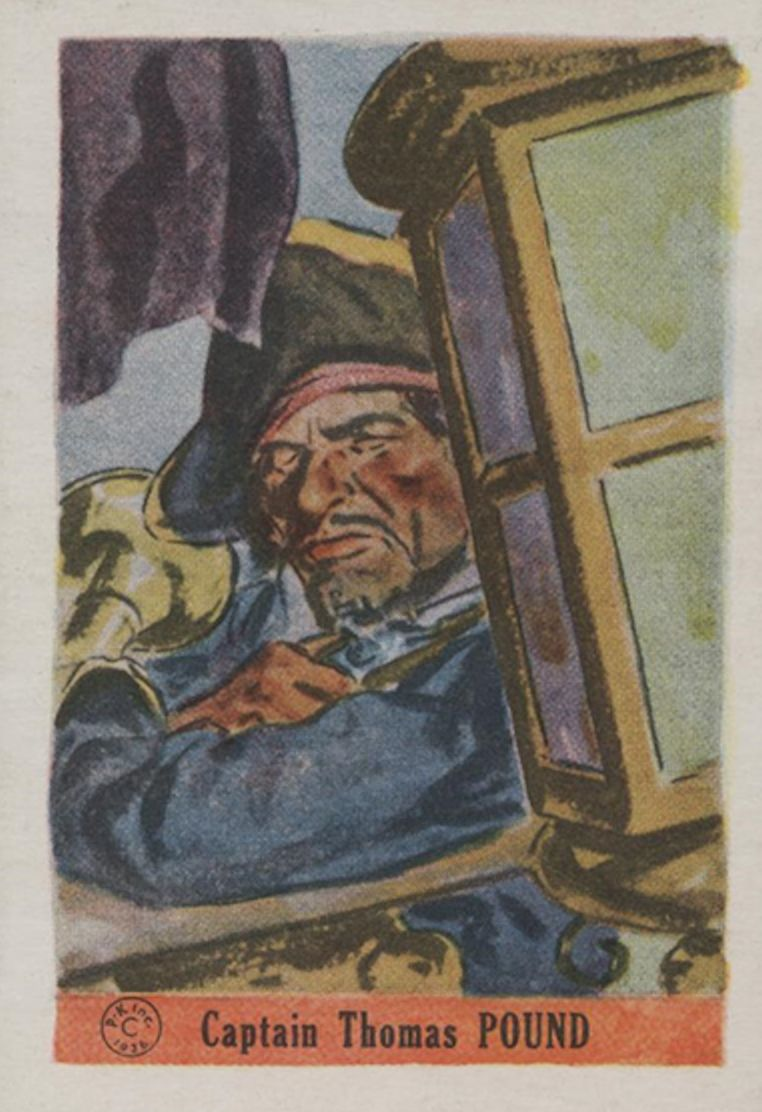
Carte de jeu datant de 1936 représentant Thomas Pound.

Thomas Pound est un pirate anglais qui fut actif dans les eaux de Nouvelle-Angleterre pendant l'année 1689.
On ignore tout de ses origines. En 1689, il décida de devenir pirate avec 5 autres hommes. Ils furent rapidement rejoints par des soldats déserteurs de la garnison de Falnmouth, dans le Maine. Les pirates attaquèrent une nuit et s'emparèrent de deux navires, le Good Speed et le brigantin Merrimack.
Le gouverneur colonial, décidé à combattre la piraterie, envoya un navire armé à la recherche de Pound. Son navire fut repéré et un violent combat s'ensuivit, au cours duquel Pound et plusieurs de ses hommes furent blessés. Capturé et emmené à Boston, Pound fut jugé le 13 janvier 1690 et condamné pour piraterie. On ignore quelle fut sa peine exacte mais on suppose qu'il échappa à la peine de mort car il fut gracié quelques années plus tard et revint en Angleterre, où il obtint paradoxalement le commandement de son propre navire. Il mourut en 1703.

## Sources et documents
- (en) Cet article est partiellement ou en totalité issu de l’article de Wikipédia en anglais intitulé « Thomas Pound » (voir la liste des auteurs).